# Cover (notat)
 For alternative betydninger, se Cover. (Se også artikler, som begynder med Cover)
Et cover bruges i Centraladministrationen som en forside til et notat. Et cover kaldes også for en covernote.

## Opsummering af et notat
Coveret har den funktion, at det opsummerer det notat, som det er forside for. Et cover bruges på notater, der går til en minister, en departementschef, en ledelsesgruppe, en direktion eller andre personer eller grupper med formaliseret beslutningskompetence.
Udover en opsummering indeholder et cover altid en indstilling – indstillingen er den beslutning, som notatet eller oplægget anbefaler. Desuden indeholder coveret en form for baggrund eller beskrivelse af sagen eller oplægget.

## Skabeloner
Ministerier og styrelser i Centraladministrationen har deres egne skabeloner til covers og oplæg og der findes desuden en hel række cover-skabeloner på tværs af styrelser og ministerier, der bruges afhængig af hvem der skal modtage cover og notat og i hvilken sammenhæng. F.eks. findes der en skabelon for cover og notat, hvis en styrelse ønsker at forelægge en sag for deres minister på eget initiativ.

## Badekarsnotat
Et cover kaldes nogle gange kærligt for et badekarsnotat. Det henviser til coverets korte og fyndige form – et cover må helst ikke fylde mere end én A4-side – der gør, at det kan læses i badekarret, uden at læseren skal fægte med et helt vred papirer. Begrebet stammer fra en forestilling om, at de travle ministre, der skulle tage stilling til stakkevis af sager på deres ressort, ofte havde masser af sager med hjem og af tidsnød blev nødt til at læse i hvert eneste ledige minut – og dermed også i badekarret.